# Anders Hove
Anders Hove (n. 16 ianuarie 1956, Groenlanda, Regatul Danemarcei⁠(d)) este un actor și regizor de film din Groenlanda.  Hove este cel mai cunoscut pentru rolul vampirului Radu Vladislas în cele patru filme ale seriei Subspecies, ca Nalle în filmul In the Middle of the Night (Midt om natten) sau ca antagonistul Cesar Faison din serialele General Hospital, Loving și Port Charles.

## Filmografie

### Film
- Midt om natten (1984) - ca Nalle. Regia Erik Balling[1]
- Flamberede hjerter (1986) - Finn. Regia Helle Ryslinge[2]
- The Wolf at the Door
- Notater om Korlighedon (1989)
- Dagens Donna (1990) - Kræn Larsen
- Critters 4 (1991) - Rick
- Seria Subspecies (Castel Film Romania, Full Moon Features)
  - Subspecies (1991) -  Radu Vladislas
  - Bloodstone: Subspecies 2 (1993) -  Radu Vladislas
  - Bloodlust: Subspecies 3 (1994) -  Radu Vladislas
  - Subspecies 4: Bloodstorm (1998) -  Radu Vladislas
- Mifunes sidste sang (1999)  - Gerner
- I, Vampire: Trilogy of Blood (2006) -  Radu Vladislas
- Direktøren for det hele (2006) - Jokumsen
- Temporary Release  (2007)[3] - Freddy
- Terribly Happy (2008) - Købmand Moos
- Profetia  (2009) - Tom
- Max Pinlig 2 - sidste skrig (2011) - Mogens[4]
- Skyskraber[5]  (2011) - Buschauffør
- Winter Brothers (Vinterbrødre, 2017) -  Langhåret mand [6] Regia  Hlynur Pálmason.[7][8]

### Televiziune
| An   | Titlu                                          | Rol              | Note                                                                           |
| ---- | ---------------------------------------------- | ---------------- | ------------------------------------------------------------------------------ |
| 1984 | Anthonsen                                      | Vagthavende      | Miniserie daneză                                                               |
| 1990 | General Hospital                               | Cesar Faison     | Rol secundar; 1990–92, 1999–2000, 2012–14, 2018–                               |
| 1991 | Family Passions                                | Sebastian Langer | Rol secundar                                                                   |
| 1991 | Under Cover                                    | Invitat          | Episodul: "Family Album" (S 1: Ep 5)                                           |
| 1993 | Loving                                         | Cesar Faison     | Rol secundar                                                                   |
| 1994 | "The Return"                                   | Hans Korbutt     | - Film TV regizat de James Frawley - Parte a seriei de filme TV Cagney & Lacey |
| 1996 | Aventuri în Casa Morții (Tales from the Crypt) | Emilio           | "Beauty Rest"                                                                  |
| 1997 | The Kingdom II: Part 4 - Pandæmonium           | Celebranten      | Miniserie daneză                                                               |
| 2000 | Port Charles                                   | Cesar Faison     | Rol secundar                                                                   |